# Junior Mendes
Albert Junior Hillyard Andrew Mendes (ur. 15 września 1976 w Londynie) – piłkarz występujący na pozycji pomocnika, reprezentant Montserratu.
W barwach Dunfermline Athletic rozegrał 13 spotkań w Scottish Premier League. Zadebiutował w tych rozgrywkach 29 lipca 2000 w zremisowanym 0:0 meczu z Aberdeen. Ponadto występował m.in. w zespołach League One i League Two.
W reprezentacji Montserratu zadebiutował 31 października 2004 w przegranym 1:6 meczu kwalifikacji do Złotego Pucharu CONCACAF 2005 z Saint Kitts i Nevis. 2 listopada 2004 w przegranym 4:5 spotkaniu tych samych kwalifikacji z Antiguą i Barbudą strzelił swojego jedynego gola w drużynie narodowej. Do 2012 w kadrze zagrał osiem razy.